# Rami Al Hajj
Rami Al Hajj (Beiroet, 17 september 2001) is een Zweeds voetballer van Libanese afkomst die als middenvelder voor Odense BK speelt.

## Carrière
Geboren in Libanon, veranderde Al Hajj zijn naam in "Rami Hajal" toen hij op tweejarige leeftijd naar Zweden verhuisde. Op 15 september 2021 veranderde hij zijn achternaam weer in Al Hajj.
Rami Al Hajj speelde van 2013 tot 2018 in de jeugd van het Zweedse Falkenbergs FF, waarna hij werd overgenomen door sc Heerenveen waar hij een contract tot medio 2021 tekende. In oktober 2019 werd dit contract verlengd tot 2023. Al Hajj debuteerde voor Heerenveen op 18 januari 2020, in de met 1-3 verloren uitwedstrijd tegen Feyenoord. Hij kwam in de 80e minuut in het veld voor Rodney Kongolo.
Zijn enige goal in de Eredivisie maakte Al Hajj op 28 november 2021. Hij scoorde de 1-1 in de thuiswedstrijd tegen PSV. Daarmee bepaalde hij de eindstand. 
Op 31 maart 2023 maakte sc Heerenveen bekend dat ze het aflopende contract van Al Hajj formeel hadden opgezegd, om in een later stadium in gesprek te willen gaan over zijn toekomst. Uiteindelijk vertrok Al Hajj in de zomer naar Odense BK. 

## Clubstatistieken
| Seizoen                         | Club           | Land           | Competitie     | Competitie | Competitie | Beker | Beker | Overig | Overig | Totaal | Totaal |
| Seizoen                         | Club           | Land           | Competitie     | Wed.       | Dlp.       | Wed.  | Dlp.  | Wed.   | Dlp.   | Wed.   | Dlp.   |
| ------------------------------- | -------------- | -------------- | -------------- | ---------- | ---------- | ----- | ----- | ------ | ------ | ------ | ------ |
| 2018/19                         | sc Heerenveen  | Nederland      | Eredivisie     | 0          | 0          | 0     | 0     | –      | –      | 0      | 0      |
| 2019/20                         | sc Heerenveen  | Nederland      | Eredivisie     | 5          | 0          | 2     | 0     | 0      | 0      | 7      | 0      |
| 2020/21                         | sc Heerenveen  | Nederland      | Eredivisie     | 23         | 0          | 3     | 0     | 0      | 0      | 26     | 0      |
| 2021/22                         | sc Heerenveen  | Nederland      | Eredivisie     | 19         | 1          | 1     | 0     | 2      | 0      | 22     | 1      |
| 2022/23                         | sc Heerenveen  | Nederland      | Eredivisie     | 17         | 0          | 4     | 3     | 1      | 0      | 22     | 3      |
| 2023/24                         | Odense BK      | Denemarken     | Superligaen    | 3          | 1          | 0     | 0     | –      | –      | 3      | 1      |
| Carrièretotaal                  | Carrièretotaal | Carrièretotaal | Carrièretotaal | 67         | 2          | 10    | 3     | 3      | 0      | 80     | 5      |
| Bijgewerkt t/m 11 augustus 2023 |                |                |                |            |            |       |       |        |        |        |        |